# La Membrolle-sur-Choisille
 La Membrolle-sur-Choisille  es una población y comuna francesa, situada en la región de  Centro, departamento de Indre y Loira, en el distrito de Tours y cantón de Luynes.

## Demografía
| 1261 | 1217 | 1885 | 2569 | 2644 | 2928 |
| Para los censos de 1962 a 1999 la población legal corresponde a la población sin duplicidades (Fuente: INSEE [Consultar]) |      |      |      |      |      |